# Piazza de' Mozzi
Piazza de' Mozzi è uno slargo del centro storico di Firenze, in Oltrarno, con accessi da via dei Renai, via di San Niccolò, via de' Bardi, lungarno Torrigiani, lungarno Serristori e dal ponte alle Grazie.

## Storia
Si tratta in realtà di uno slargo, di un breve tratto di strada sicuramente ampia e gratificata dalla luce proveniente dal suo aprirsi al fiume, che tuttavia fin dal Quattrocento si disse 'piazza', evidentemente in ragione di una sua larghezza inusitata rispetto a quella delle strade e viuzze cittadine del tempo, grazie anche all'interramento di due arcate del ponte di Rubaconte nel 1347 (una terza fu poi nascosta nell'Ottocento quando vennero creati i lungarni). Per quanto riguarda il nome, anche questo attestato dal Quattrocento, si riferisce dall'antica famiglia guelfa dei Mozzi, il cui palazzo (che segna il lato breve dello slargo dal lato interno) è da porre all'origine dell'urbanizzazione della zona, ugualmente condizionata dalla costruzione del ponte a Rubaconte (oggi ponte alle Grazie) portato a termine nel 1236. 
Anticamente la piazza fu ugualmente intitolata a San Gregorio della Pace, dalla chiesa (costruita sempre a spese dei Mozzi) che qui sorgeva e che, soppressa nel 1775, fu poi in parte inglobata nell'attuale palazzo Bardini (sede del museo Stefano Bardini), così detta per essere stata fondata da papa Gregorio X in occasione della "pace" effimera tra Guelfi e Ghibellini conclusa in questo luogo grazie alla sua mediazione, nel 1273.

## Descrizione
La piazza, pavimentata a lastrico, è da considerare di eccezionale rilievo storico e artistico, essendosi nel tempo affiancati all'esteso edificio medievale i nobili palazzi rinascimentali delle famiglie Nasi, Del Nero e Torrigiani, e in ultimo il non meno importante palazzo Bardini, oggi museo, testimone della cultura architettonica tardo ottocentesca e custode della notevole collezione d'arte dell'antiquario Stefano Bardini. Oltre al palazzo del suo museo, l'antiquario acquistò in questa piazza lo stesso palazzo dei Mozzi e il retrostante giardino Bardini, che si vede chiaramente, con le sue terrazze fiorite sulla collina, guardando dal ponte alle Grazie.

### Edifici
| Immagine | N° | Nome                        | Descrizione |
| -------- | -- | --------------------------- | --- |
|          | 1  | Palazzo Bardini             | Era qui l'antica chiesa di San Gregorio della Pace, fondata dalla famiglia Mozzi nel 1273, e l'annesso convento dei Padri del Belmorire, quindi soppresso nel 1775. Acquistato l'intero complesso negli anni settanta dell'Ottocento dall'antiquario Stefano Bardini, l'attuale palazzo fu eretto tra il 1881 e il 1883, su progetto dello stesso antiquario con la collaborazione dell'architetto Corinto Corinti, inglobando appunto la duecentesca chiesa con il suo convento. Tra le varie versioni del progetto, per quanto riguarda la facciata, si conservano due disegni che ipotizzano, il primo una decorazione a graffiti in sintonia con quanto propone l'antistante palazzo Torrigiani Nasi, il secondo nicchie predisposte ad accogliere statue. Nella costruzione Bardini reimpiegò pezzi architettonici ed elementi strutturali e decorativi di epoche diverse, acquistati sul mercato del tempo. Dopo la sua morte, nel 1925, aprì come sede del Museo Bardini.                                                                        |
|          | 2  | Palazzo Mozzi               | L'estesa fabbrica, risultato dell'unione tra il 1266 e 1273 di più case e torri medievali, fu fin dalle origini della ricca e potente famiglia dei Mozzi, tesorieri dei pontefici per più generazioni. In ragione di questo ruolo il palazzo ospitò tra Duecento e Trecento personaggi famosi e potenti: papa Gregorio X, Pietro d'Angiò, Gualtieri di Brienne duca di Atene, ecc. Tra vicende alterne, i Mozzi possedettero il palazzo fino all'estinzione nel 1880 e nel 1913 fu acquistato dal collezionista e antiquario Stefano Bardini, che lo adibì a deposito delle molte opere d'arte e al tempo stesso a galleria d'esposizione, assieme all'altro palazzo che prospetta sulla piazza al n. 1. Come quest'ultimo rimase per lungo tempo in abbandono per la lunga controversia ereditaria, fino a che fu acquisito dallo Stato nel 1996. Nei primi mesi del 2020, dopo un lungo cantiere di restauro interno ed esterno, il complesso è diventato sede del Segretariato Regionale per la Toscana e del Polo Museale della Toscana del MiBACT. |
|          | 3  | Palazzo Lensi Nencioni      | L'edificio ha una storia strettamente legata a quella del contiguo palazzo Nasi e, nella sua attuale configurazione, è databile tra la fine del Quattrocento e gli inizi del secolo successivo. Il rifacimento voluto dagli Scarlatti alla residenza limitrofa tra la fine del Cinquecento e l'inizio del Seicento determinò la rottura di questa unitarietà e probabilmente una divisione degli spazi interni. Con il passaggio ai Torrigiani, la proprietà venne nuovamente ricostituita e, almeno i piani nobili, messi nuovamente in comunicazione tra loro.Nel 1916 l'edificio passò alla famiglia Lensi Nencioni e poco dopo, nel 1921, quando la porzione che qui interessa era già stata nuovamente separata e divisa in appartamenti, la proprietà fu alienata a diversi proprietari. |
|          | 4  | Palazzo Nasi                | Anticamente si trovavano in questa zona varie case che, acquistate tra il 1460 e il 1469 dalla famiglia Nasi, furono riunificate in un'unica casa grande. Giorgio Vasari indicò il cantiere come avviato nei primi decenni del Cinquecento sotto la direzione di Baccio d'Agnolo, quindi terminato da suo figlio Domenico. È comunque tra Cinquecento e Seicento che questo edificio - nel frattempo passato agli Scarlatti - venne interessato da un ulteriore intervento riconducibile ad Alfonso Parigi il Giovane: in quell'occasione furono ammodernati, oltre alla facciata, il cortile e gli ambienti interni. I graffiti che caratterizzano fortemente l'edificio, sembrano mostrare caratteristiche stilistiche e tecniche esecutive più plausibili con una datazione tardo ottocentesca. Acquistato in seguito dai Torrigiani, l'edificio venne soprelevato di un piano nell'Ottocento. |
|          | 5  | Palazzo Torrigiani Del Nero | Dell'erezione del primo nucleo del palazzo documenta Giorgio Vasari che sarebbe da attribuirsi a Baccio d'Agnolo su commissione di Roberto Nasi che, morto nel 1543, la lasciò incompiuta, e che Agostino del Nero comprò nel 1552, portando a termine i lavori su incarico del figlio dell'architetto, Domenico. Il palazzo passò nel 1816 ai Torrigiani, eredi dei Del Nero, che lo ampliarono ulteriormente in larghezza verso piazza de' Mozzi e in altezza sull'Arno. Nel 1872, per la creazione del lungarno, il palazzo perse il giardino e le strutture affacciate direttamente sul fiume. |

### Lapidi
Murata sul Museo Bardini e proveniente da San Gregorio della Pace, si vede in piazza la lapide del 1270, una delle più antiche dell'intera città
| + GREGORIO DECIMO · PP · SCI SVB HONORE · GREGORII PIMO PRO XPI FUNDOR AMORE · HIC GVIBELLINE CVM GUELFIS · PACE PATRATA · CESSAVE MINE SVB QVA SUM LUCE CREATA · LUCE DUODENA IVLII RADIANTE SERENA · BISSEXCENTENO DNI CVM SEPTUAGENO · ANNO TERNOQ} PSENTE VALENTI UTROQ} BISANTINOR DNO SIMVL 7 SICVLOR · MILLE DUCETENIS TIB C SEPTVAGENIS · GREGORIO BELLA DCIMO FUIT ISTA CAPELLA · PACIS FUNDATA A MOZIS EDIFICATA : · |

La traduzione è: «Sono stata fondata dal papa Gregorio Decimo in onore di san Gregorio anzitutto per amore di Cristo. Qui ebbero fine le contese ghibelline con i guelfi, stipulata la pace sotto la cui luce sono stata creata. Risplendendo sereno il dodicesimo giorno di luglio dell'anno del Signore 1273, alla presenza e col comune consenso dell'Imperatore di Bisanzio e del Re di Sicilia, nel 1273 questa bella cappella della pace fu fondata da Gregorio Decimo e edificata dai Mozzi».
Sul palazzo Nasi invece una lapide del 1871 ricorda Carlo Torrigiani:
| QUI VISSE CON CIVILE MODESTIA IL MARCHESE CARLO TORRIGIANI PARCO A SE GENEROSO AI POVERI DI OGNI UTILE ISTITUTO SOLLECITO PROMOTORE CHE ALLA ISTRUZIONE POPOLARE GIOVÒ COGLI SCRITTI E COLL'OPERE E LE SCUOLE DI S. NICCOLÒ E DEL COMUNE ORDINÒ E DIRESSE CON DILIGENZA ASSIDUA E FRVTTVOSA ALLA MEMORIA DEL CITTADINO BENEMERITO IL MUNICIPIO ANNUENTE AL VI DICEMBRE MDCCCLXXI |